# مخدوم رشید
مخدوم رشید (به انگلیسی: Makhdoom Rashid) یک منطقهٔ مسکونی در پاکستان است که در ناحیه ملتان واقع شده‌است. مخدوم رشید ۳۰٬۰۰۰ نفر جمعیت دارد.